# Конституция на Франция
Сегашната Конституция на Франция е приета на 4 октомври 1958 г. Обикновено я наричат Конституция на Петата република, а предходната конституция е от 1946 г. на Четвъртата република. Основна движеща сила за приемането на нова конституция е Шарл дьо Гол, но текстът е написан от Мишел Дебре. Оттогава насам са внесени двадесет и четири поправки, като последната датира от 2008 г.

## Структура
Конституцията на Франция съдържа 89 члена, поделени на 17 раздела, както и Харта за околната среда.